# عین عربی
عین عربی (به عربی: عين العربي) یک شهرداری در الجزایر است که در استان قالمه واقع شده‌است.
 عین عربی  ۷٬۷۵۶ نفر جمعیت دارد.